# Curtis Williams Sabrosky
Curtis Williams Sabrosky (3 de abril de 1910 , Sturgis Míchigan - 5 de octubre de 1997), fue un entomólogo estadounidense especializado en dípteros, concretamente en la familia Chloropidae.
Trabajó en el Systematic Entomology Laboratory del Departamento de Agricultura de los Estados Unidos y en el Museo Nacional de Historia Natural, donde se encuentra actualmente su colección.